# دانبرووا (شهرستان سوکوووف)
دانبرووا (به لهستانی:  Dąbrowa) یک روستا در لهستان است که در گمینا سوکوووف پودلاسکی واقع شده‌است.